# Tridenchthonius juxtlahuaca
Espèce
Tridenchthonius juxtlahuaca est une espèce de pseudoscorpions de la famille des Tridenchthoniidae.

## Distribution
Cette espèce est endémique du Guerrero au Mexique. Elle se rencontre dans les Grutas de Juxtlahuaca

## Description
Le mâle holotype mesure 1,12 mm et la femelle paratype 1,48 mm.

## Étymologie
Son nom d'espèce lui a été donné en référence au lieu de sa découverte, les Grutas de Juxtlahuaca.

## Publication originale
- Chamberlin & Chamberlin, 1945 : The genera and species of the Tridenchthoniidae (Dithidae). A family of the arachnid order Chelonethida. Bulletin of the University of Utah, Biological Series, vol. 9, no 2, p. 1-67 (texte intégral).